# Hauksbók

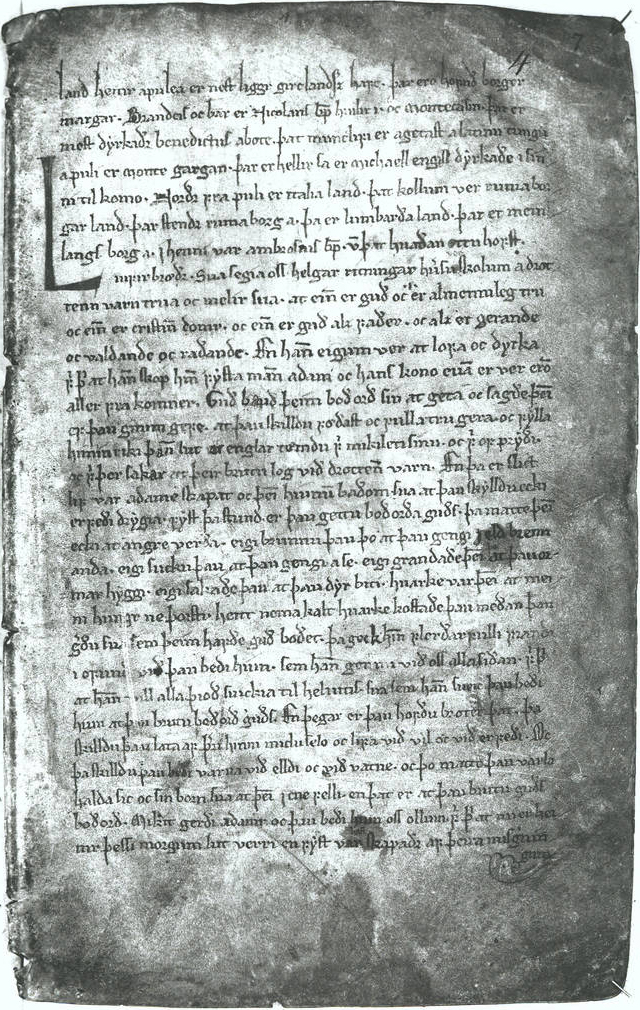
Página del manuscrito Hauksbók

El Hauksbók (Libro de Haukr) es un manuscrito medieval islandés recopila algunos textos inéditos y cuenta con una sección de matemáticas. Es uno de los pocos manuscritos medievales nórdicos de los cuales se conoce su autor, Haukr Erlendsson (m. 1334), y tan atrás en el tiempo como se puede trazar la historia del manuscrito, su nombre, Hauksbók se debe a su autor. Fue en parte obra suya y en parte escrito por sus asistentes. El libro contiene versiones a veces únicas de muchos textos en nórdico antiguo, tales como una transcripción de Landnámabók, un censo de colonizadores de Islandia y sus descendientes, saga Fóstbrœðra, Eiríks saga rauða, Hervarar saga, Af Upplendinga konungum  y Völuspá. Haukr Erlendsson afirmaba que Hauksbók y Sturlubók se basaban en el hoy perdido Styrmisbók. Según Hauksbók, el descubridor de Islandia fue el explorador sueco Gardar Svavarsson.
La obra contiene una sección de matemáticas de ca. 6-7 páginas A4, llamado Algorismus. Este es el texto sobre matemáticas más antiguo en una lengua escandinava. Probablemente fuese una traducción desde el latín de algunas páginas incluidas en libros más antiguos, tales como Carmen de Algorismo de Alexandre de Villedieu del 1200, Liber Abaci por Fibonacci del 1202, y Algorismus Vulgaris por Johannes de Sacrobosco de 1230.
Durante mucho tiempo la versión de Hauksbók en Landnámabók fue considerada la más fidedigna de las copias existentes hasta que Sven Jansson publicó los resultados de su investigación y probó que no era la versión más fiel del original, pues antes de la revisión de Haukr Erlendsson, había sido mutilada casi en un 25% y su contenido modificado para cumplir con el estereotipo de lo que debería ser una saga en el siglo XIV, la edad de oro para las sagas, prescindiendo de arcaísmos, formas coloquiales y frases repetidas que marcaron el estilo primitivo.